# رانجيلو جانغا
رانجيلو جانغا (بالهولندية: Rangelo Janga) (16 أبريل 1992 بروتردام في هولندا - ) هو لاعب كرة قدم هولندي في مركز الهجوم. شارك مع منتخب كوراساو لكرة القدم. أما مع النوادي، فقد لعب مع فيلم تو تيلبورغ ونادي إكسلسيور ونادي دوردريخت وOmonia Aradippou ‏.

## روابط خارجية
- رانجيلو جانغا على موقع قاعدة بيانات كرة القدم.إي يو (الإنجليزية)
- رانجيلو جانغا على موقع ناشيونال فوتبول تيمز (الإنجليزية)
- رانجيلو جانغا على موقع Soccerway.com (الإنجليزية)